# Еуген Лансере
Јевгениј Јевгениј Лансере (рус. Евгений Евгеньевич Лансере; Павловск, 4. септембар 1875 – Москва, 13. септембар 1946), који се такође често пише Еуген Лансере, био је руски графичар, сликар, вајар, мозаичар и илустратор, стилски повезан са часописом и покретом Мир искуства („Свет уметности“).

## Рани живот и образовање
Лансерејје рођен у Павловску у Русији, предграђу Санкт Петербурга. Потицао је из угледне руске уметничке породице француског порекла. Његов отац, „Евегениј Александрович Лансаре”. Архивирано из оригинала 19. 02. 2012. г., био је вајар. Његов деда Никола Бенуа и његов ујак Леон Бенуа били су прослављени архитекти. Други ујак, Александар Бенуа, био је цењени уметник, ликовни критичар, историчар. Његов прадеда био је руски композитор Катерино Кавос рођен у Венецији. Његова сестра, Зинаида Серебрјакова, била је сликарка, док је његов брат Николај био архитекта. Његова рођака, Надиа Бенуа, била је мајка Петра Устинова.
Његов отац Јуџин Лансер, који је такође био уметник, умро је рано, у четрдесетој години; када је дечак имао једанаест година. Међутим, пример његовог оца, сећања на све што је било повезано са његовим животом и радом утицали су на формирање личности будућег уметника. Као већ зрео и искусан мајстор  приметио је да је „његова потрага за правим свакодневним гестом, интересовање за етнографску карактеризацију ликова“ и, коначно, „симпатисање региона Кавказа“ добио од оца „као наследство“ његовог рада.
Уметник је детињство провео у данашњој Украјини, на малом очево имању.. После очеве смрти, мајка се са децом преселила у Санкт Петербург, у кућу његовог оца, познату у уметничким круговима као „кућа Бенуоа код Николе Морског” (рус. Дом Бенуа у Николы Морского).
Лансере је узео прве часове у Школи цртања Царског друштва за подстицање уметности у Санкт Петербургу од 1892. до 1896. под Јаном Чоглињским и Ернстом Фридрихом фон Липхартом. Потом је отпутовао у Париз, где је наставио студије на Académie Colarossi и Académie Julian између 1896. и 1899. године.

## Каријера пре револуције
Након повратка из Француске у Русију, Лансере се придружио Мир искуства, утицајном руском уметничком покрету инспирисаном истоименим уметничким часописом, основаним 1899. године у Санкт Петербургу. Други истакнути чланови Мир искуства су били Лансерејев ујак Александар Бенуа, Константин Сомов, Валтер Нувел, Леон Бакст и Дмитриј Филозофов.
Као и други чланови Мир искусства, био је фасциниран „светлуцавом прашином“ рококо уметности и често се за инспирацију обраћао руској историји и уметности 18. века.
Лансере је био млађи од колега уметника Мир искуства и у почетку је деловао као њихов ученик. Његов креативни метод и естетски погледи еволуирали су под утицајем и вођством Бенуа, иако је, по неким аспектима свог талента, Лансере можда превазишао свог учитеља. Његова прва значајна дела у области штафелајног сликарства и графике настала су крајем 1890-их и почетком 1900-их. Главни стваралачки интереси уметника у то време били су окренути историјском, углавном архитектонском пејзажу.
Лансерејева најславнија мурална слика насликана темперама. Налази се на плафону московске Казњнске железничке станице (1933-1934).
Али радио је са разним медијима, а област његовог деловања обухватала је не само муралну уметност већ и ликовну уметност, графику, илустрацију и позоришну сценографију. Лансереј је први пут почео да ради у позоришту почетком 1900-их, одајући признање страсти за позоришним сликарством, која је била карактеристична за скоро све представнике старије генерације групе Мир искуства.

## Живот после револуције
Лансере је био једини истакнути члан Мир искуства који је остао у Русији после Револуције 1917. Као представник традиционалног сликарства (не авангардног покрета) и буржоазије, његови радови дуго нису били тражени у новом совјетском систему. Чак је и његова сестра сматрала да је револуционарни миље стран њеној уметности и 1924. побегла је у Париз.
Сам Лансере је мрзео нови совјетски режим. Он је другачије разумео историјски пут Русије и био је под утицајем догађања попут масовних угњетавања његових рођаакаа и блиских пријатеља (неки од њих су емигрирали, а неки су убијени). У фебруару 1932. оставио је белешку у својим дневницима: „Постоји невероватно осиромашење. Наравно, ово је циљ владе да све и свакога доведе у сиромаштво, јер је лакше управљати сиромашнима и гладнима'.
Напустио је Санкт Петербург 1917. и провео је три године у Дагестану, где је заволео оријенталне теме. Његово интересовање се повећало током путовања раних 1920-их у Јапан и Анкару у Турској. Током 1920. преселио се у Тифлис у Грузији. Током боравка у Грузији, предавао је на Државној академији уметности у Тбилисију (1922–1934) и илустровао је кавкаске новеле Лава Толстоја.
Лансере је напустио Грузију 1934. године и настанио се у Москви, где се ангажовао на уређењу московске Казањске железничке станице и хотела Москва. У истом периоду, Лансере је радио и као позоришни дизајнер.
Три године пре смрти одликован је Стаљиновом наградом, а 1945. године добио је титулу Народног уметника РСФСР-а. Преминуо је у Москви у 71. години.

## Рад на муралима железничке станице
Једно од најпознатијих дела Лансереа је мурал у казањској железничкој станици (1932-1934 и 1944-1946).
Шушев, познати руски архитекта и једна особа које се појављује у Лансеревом дневнику, био је одговоран за цео процес од самог почетка.
Током 1932. је у СССР-у извршена државна реформа архитектуре, а „стаљинистичка“ архитектура са својим монументалним стилом постала је канонска. Лансереј, искусни монументални сликар конзервативних погледа, позван је из Тбилисија у Москву да настави да ради на декорацији Централне железничке станице. Он је био задужен за ресторан који се налазио унутра. На сликама из 1932-1934, Лансере је покушао да прикаже специфичности сваког насликаног региона. На пример, Мурманск приказује ужурбани брод са посадом, док Крим приказује насмејане Татарке на позадини ведрог неба, егзотичног дрвећа и столара док ради.
Тридесетих година успео је да заврши мурале као што су Московска изградња, Мурманск, Крим и други. Јануара 1934, након што је залепио прво платно на плафон.
Због неправилне конструкције зграде, високих плафона и непредвидиве светлости, уметник се суочио са тешкоћама да слика буде светла и уочљива. Поред места и обима, посебност овог дела је и то што је рађен темпера бојом. Уметник је такође више волео да слика на платну које би потом било причвршћено за плафон. Али, док је Лансереј био разочаран својом неприкладном употребом технике, чланови Комитета нису били баш задовољни темом Лансерејових слика.
Касније су критичари рекли да његовим пројектима недостаје „дубока социјалистичка“ идеја у његовим пројектима и кривили би га што користи превише апстрактних симбола и алегорија. Лансере је наставио да ради на овим монументалним сликама након завршетка рата. После његове смрти, други уметници су морали да заврше рад према скицама које је оставио.
Данас се овај део зграде користи као салон, где људи који купују карте за бизнис класу и могу да сачекају полазак возова. Сваке новогодишње ноћи је изграђена бина на којој се приказују дечије представе и музички концерти.

## Мурали у Харкову
Године 1932. је завршио два своја монументална дела у Палати културе Железнодорожник у Харкову.
Временом су слике пропадале и често су биле сакривене иза платна. Уочи Европског првенства у фудбалу 2012, мурали су обновљени. Ова два мурала су једина монументална дела Јуџина Лансереја сачувана у Украјини и једини примерци мурала из 1930-их који постоје у Харкову. Иако је у Харкову у предратном периоду било много зидних слика, скоро све су или умрле током рата или су нестале током поправки, или су намерно уништене.
Након усвајања Закона о декомунизацији у Украјини 2015. године,  мурали које је Лансере насликао у Харкову били су у опасности од уништења. О њиховој конзервацији одржана је јавна расправа. Пошто се дело није могло визуелно протумачити као директна комунистичка пропаганда, званичници су тражили од државе да им се додели статус културног наслеђа.